# Vincenzo Macchi di Cellere (diplomatico)
Vincenzo Macchi di Cellere (Roma, 28 ottobre 1866 – Washington, 20 ottobre 1919) è stato un diplomatico e ambasciatore italiano.

## Biografia
Era figlio di Giuseppe, II conte di Cellere, e della sua seconda moglie, la nobildonna Giulia Capranica dei marchesi del Grillo. Suoi zii erano Vincenzo, ufficiale pontificio, e Luigi, cardinale.
Si laureò in giurisprudenza il 31 ottobre 1888 all'Università di Roma, vincendo poi un concorso per entrare nei ranghi del ministero degli Affari esteri come "volontario per gli impieghi di prima categoria". Il suo primo incarico fu di segretario particolare del sottosegretario agli Affari esteri Francesco Antonio d'Arco, che lo stesso Macchi definì "esempio fortunatissimo" nella sua formazione. Inizialmente perseguì la "carriera interna" del Ministero, assumendo una formazione di stampo conservatore e tradizionale, legata al modello di Visconti Venosta, rispetto ai progetti di modernizzazione propri della gestione crispina. Nel 1892 fu nominato segretario presso la conferenza internazionale sanitaria di Venezia, svolgendo poi funzioni analoghe a Roma presso la conferenza internazionale della Croce rossa. Dopo diverse promozioni, nel 1896 assunse le funzioni di segretario particolare del sottosegretario Lelio Bonin Longare, considerato avverso a Crispi; a ciò aggiunse dal 1897 al 1898 le funzioni di segretario particolare del ministro Visconti Venosta. Nel 1902 passò dalla carriera interna del Ministero a quella diplomatica, nel segno della gestione del ministro Prinetti, che favoriva tali trasferimenti.

### Attività diplomatica in Argentina e a Roma
Il 26 giugno 1898 «fu destinato, con funzioni di primo segretario, alla legazione di Buenos Aires, dove dall'8 maggio al 20 agosto 1901 svolse funzioni di incaricato d'affari e firmò il protocollo commerciale con l'Uruguay»
Qui sposò nel 1901 Dolores Josefa Cobo Salas, da cui ebbe Agnese Macchi, divenuta poi imprenditrice industriale di fama in Argentina, e Stefano, ufficiale di cavalleria dell'Esercito italiano. La presenza della moglie fu importante anche per la carriera di Macchi di Cellere, dato che la donna avrebbe stretto amicizia con importanti personaltà statunintensi, tra cui Edith Wilson (moglie di Woodrow Wilson) e il segretario di Stato statunitense Lansing.
Nel 1902, il ministro Prinetti destinò Macchi di Cellere a Washington, dove si trovò a dirigere l'ambasciata in assenza del suo titolare, il barone Mayor des Planches. Rientrato in Italia tornò a svolgere funzioni di segretario particolare del ministro Tittoni, con cui era legato da un rapporto di amicizia. L’incarico venne mantenuto anche con il ministro Paternò-Castello di San Giuliano e con il ministro Guicciardini. Durante questo periodo romano fece edificare una residenza in stile Liberty per sé e la moglie, su progetto dell’architetto Garibaldi Burba; l'abitazione, terminata nel 1904, è oggi nota come villino Macchi di Cellere.
Nell'ottobre del 1906, con Tittoni ministro degli Esteri, Macchi di Cellere fu nuovamente inviato a Buenos Aires, accreditato come inviato straordinario e ministro plenipotenziario. In Argentina, a cui rimase molto legato, si adoperò per aumentare il numero dei consoli e migliorare così i servizi offerti ai cittadini italiani immigrati, che avevano generato una vera e propria colonia. Macchi mise in discussione gli investimenti superficiali effettuati dai governi antecedenti, investendo in cultura e scuole, tra cui la sede locale della "Dante Alighieri",  e prodigandosi anche per costituire una sezione della Società Geografica Italiana. Nel 1907 venne promosso a consigliere di legazione di 1ª classe.
Durante l'epidemia di colera del 1910-11, Macchi protestò contro i metodi assunti dal governo contro gli immigrati italiani in arrivo, e le misure restrittive eccessive che secondo Macchi violavano la Convenzione sanitaria internazionale. Il governo italiano, su suo suggerimento, arrivò a sospendere il flusso migratorio con un decreto del luglio 1911, cosicché l'Argentina si vide costretta a rivalutare la posizione degli immigrati italiani nella società, ammettendone l'utilità e il contributo economico.

### Attività diplomatica negli Stati Uniti d'America

Macchi di Cellere negli Stati Uniti in un'opera di diplomazia pubblica a favore dell'Italia

Dopo essere stato promosso nel 1911 a ministro plenipotenziario di 2ª classe, venne destinato a Washington nel 1913, con credenziali di ambasciatore straordinario e plenipotenziario, in sostituzione del marchese Cusani Confalonieri. Poté tuttavia raggiungere la sede solo nel settembre del 1914, quando la Grande Guerra era già iniziata.
Negli Stati Uniti, durante il periodo di neutralità italiana, mantenne i contatti con il dipartimento di Stato americano smentendo le voci di un'entrata nel conflitto già nel 1914 e aprendo a una "eventuale azione di pace" in collaborazione con il governo statunitense. Allo stesso tempo cercò di sminuire la propaganda tedesca dell'ambasciatore e del ministro Dernburg, che avevano conquistato le prime pagine dei giornali americani, tramite «una costante attività di contropropaganda che impegnò Macchi per tutto il periodo bellico, e per la quale attinse anche a risorse personali». Con tale operato, Macchi di Cellere dimostrò particolare consapevolezza dell'importanza della propaganda per migliorare la percezione dell'Italia e degli Italiani all'estero; tuttavia, tale intuizione non trovò conforto da parte del Governo italiano. In senso simile, si impegnò anche a favore degli emigrati italiani, ritenendo vi fosse in America "ignoranza sulle cose italiane"; si adoperò perciò per migliorare la condizione dei connazionali negli Stati Uniti e lottò contro misure discriminatorie adottate dalle autorità americane in danno della forza lavoro straniera.

#### Attività diplomatica dall'entrata in guerra italiana
Con l'entrata in guerra italiana del 1915, Macchi di Cellere mantenne la sua attenzione circa l'immagine dell'Italia all'estero; in tal senso, si impegnò per giustificare le ragioni dell'intervento italiano al pubblico statunitense. Allo stesso modo, grazie ai contatti personali con Lansing, Macchi di Cellere tenne informato il Governo italiano dell'opinione del presidente Wilson circa gli Stati in guerra e circa eventuali difficoltà sul rispetto del Patto di Londra. Allo stesso tempo, dissapori con alcuni esponenti politici, tra cui Nitti, compromisero l'immagine di Macchi a Roma. La paziente opera diplomatica a Washington ebbe comunque effetti positivi, migliorando i rapporti tra Italia e Stati Uniti.

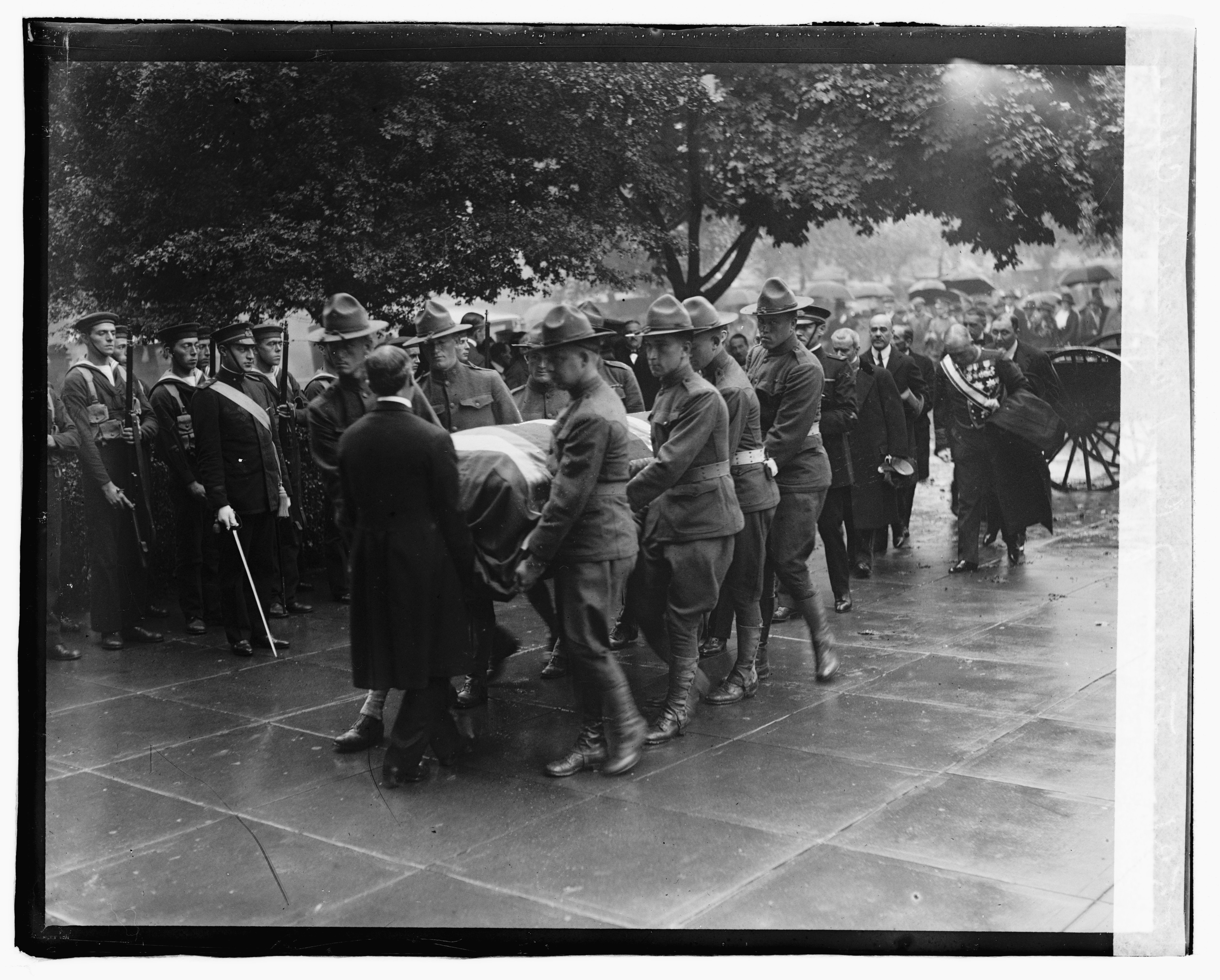
Funerali di Macchi di Cellere

Dopo l'enunciazione dei "Quattordici Punti" di Wilson, Macchi di Cellere comunicò al Governo italiano la disponibilità del Presidente statunitense a sostenere le posizioni italiane, ma anche la possibilità che i criteri etnici annunciati nel piano compromettessero le promesse del Patto di Londra. Coordinandosi con le autorità statunitensi propose quindi una formula di compromesso (c.d. Piano "Miller-Macchi") che ponesse Fiume e la Dalmazia sotto la protezione temporanea della Società delle Nazioni in vista di un'annessione italiana futura. Il piano venne però ritenuto accettabile dal Governo italiano solo nella misura in cui fosse base per futuri negoziati su Fiume. Macchi continuò quindi a negoziare con la delegazione jugoslava e con gli americani, secondo le indicazioni ricevute.
Nel frattempo, i precedenti screzi politici erano sfociati in una violenta campagna giornalistica contro Macchi, con il fine di richiamarlo a Roma. Nonostante le pressioni dal Ministero affinché fosse Macchi stesso a chiedere di tornare al Ministero, l'ambasciatore si rifiutò preferendo "attendere serenamente il collocamento a disposizione di autorità". Il 12 ottobre 1919 venne dunque richiamato formalmente alla Capitale; tuttavia, pochi giorni dopo, morì colpito da un'ischemia mentre ancora si trovava a Washington. La salma venne rimpatriata per mezzo della USS North Dakota.

## Ascendenza
|                                                           |                                |                                                   | Genitori                                                |  |  | Nonni |  |  | Bisnonni              |  |  | Trisnonni              |  |
|                                                           |                                |                                                   |                                                         |  |  |       |  |  | Carlo Giuseppe Macchi |  |  | Giovanni Nicola Macchi |  |
|                                                           |                                |                                                   |                                                         |  |  |       |  |  | Carlo Giuseppe Macchi |  |  | Giovanni Nicola Macchi |  |
|                                                           |                                | Maria Anna Gilda Vagni                            |                                                         |  |  |       |  |  | Carlo Giuseppe Macchi |  |  |                        |  |
| Oreste Macchi di Cellere, I conte di Cellere              |                                |                                                   |                                                         |  |  |       |  |  | Carlo Giuseppe Macchi |  |  |                        |  |
|                                                           |                                | Margherita Mancini                                | …                                                       |  |  |       |  |  |                       |  |  |                        |  |
|                                                           |                                | Margherita Mancini                                | …                                                       |  |  |       |  |  |                       |  |  |                        |  |
|                                                           |                                | Margherita Mancini                                | …                                                       |  |  |       |  |  |                       |  |  |                        |  |
| Giuseppe Macchi di Cellere, II conte di Cellere           |                                | Margherita Mancini                                |                                                         |  |  |       |  |  |                       |  |  |                        |  |
|                                                           |                                | Virginio Cenci Bolognetti, V principe di Vicovaro | Girolamo Cenci Bolognetti, IV principe di Vicovaro      |  |  |       |  |  |                       |  |  |                        |  |
|                                                           |                                | Virginio Cenci Bolognetti, V principe di Vicovaro | Girolamo Cenci Bolognetti, IV principe di Vicovaro      |  |  |       |  |  |                       |  |  |                        |  |
|                                                           |                                | Virginio Cenci Bolognetti, V principe di Vicovaro | Maria Isabella Petroni                                  |  |  |       |  |  |                       |  |  |                        |  |
| Veronica Cenci Bolognetti                                 |                                | Virginio Cenci Bolognetti, V principe di Vicovaro |                                                         |  |  |       |  |  |                       |  |  |                        |  |
|                                                           |                                | Clelia Bonanno e Branciforte                      | Francesco Antonio Bonanno, VII principe di Roccafiorita |  |  |       |  |  |                       |  |  |                        |  |
|                                                           |                                | Clelia Bonanno e Branciforte                      | Francesco Antonio Bonanno, VII principe di Roccafiorita |  |  |       |  |  |                       |  |  |                        |  |
|                                                           |                                | Clelia Bonanno e Branciforte                      | Caterina Branciforte e Pignatelli                       |  |  |       |  |  |                       |  |  |                        |  |
| Vincenzo Macchi di Cellere                                |                                | Clelia Bonanno e Branciforte                      |                                                         |  |  |       |  |  |                       |  |  |                        |  |
|                                                           | Bartolomeo Capranica, marchese | Camillo Capranica, marchese                       |                                                         |  |  |       |  |  |                       |  |  |                        |  |
|                                                           | Bartolomeo Capranica, marchese | Camillo Capranica, marchese                       |                                                         |  |  |       |  |  |                       |  |  |                        |  |
|                                                           | Bartolomeo Capranica, marchese | Maria Vittoria d'Aste                             |                                                         |  |  |       |  |  |                       |  |  |                        |  |
| Giuliano Capranica del Grillo, marchese di Santa Cristina | Bartolomeo Capranica, marchese |                                                   |                                                         |  |  |       |  |  |                       |  |  |                        |  |
|                                                           |                                | Flaminia Odescalchi                               | Baldassarre Odescalchi, III principe Odescalchi         |  |  |       |  |  |                       |  |  |                        |  |
|                                                           |                                | Flaminia Odescalchi                               | Baldassarre Odescalchi, III principe Odescalchi         |  |  |       |  |  |                       |  |  |                        |  |
|                                                           |                                | Flaminia Odescalchi                               | Caterina Valeria Giustiniani                            |  |  |       |  |  |                       |  |  |                        |  |
| Giulia Capranica del Grillo                               |                                | Flaminia Odescalchi                               |                                                         |  |  |       |  |  |                       |  |  |                        |  |
|                                                           |                                | Antonio Ristori                                   | ? Ristori                                               |  |  |       |  |  |                       |  |  |                        |  |
|                                                           |                                | Antonio Ristori                                   | ? Ristori                                               |  |  |       |  |  |                       |  |  |                        |  |
|                                                           |                                | Antonio Ristori                                   | Teresa Canossa                                          |  |  |       |  |  |                       |  |  |                        |  |
| Adelaide Ristori                                          |                                | Antonio Ristori                                   |                                                         |  |  |       |  |  |                       |  |  |                        |  |
|                                                           |                                | Maddalena Ricci-Pomatelli                         | …                                                       |  |  |       |  |  |                       |  |  |                        |  |
|                                                           |                                | Maddalena Ricci-Pomatelli                         | …                                                       |  |  |       |  |  |                       |  |  |                        |  |
|                                                           |                                | Maddalena Ricci-Pomatelli                         | …                                                       |  |  |       |  |  |                       |  |  |                        |  |
|                                                           |                                | Maddalena Ricci-Pomatelli                         |                                                         |  |  |       |  |  |                       |  |  |                        |  |